# Tall al-Lauz
Tall al-Lauz (arab. تل اللوز) – wieś w Syrii, w muhafazie As-Suwajda. W 2004 roku liczyła 643 mieszkańców.